# 欧通拉普莱讷
欧通拉普莱讷（法語：Authon-la-Plaine，法語發音：[otɔ̃ la plɛn] ⓘ）是法国法蘭西島大區埃松省的一个市镇，属于埃唐普区。

## 地理
欧通拉普莱讷（48°27'2"N, 1°57'24"E）面积10.59 平方千米，位于法国法蘭西島大區埃松省，该省份为法国北部内陆省份，北起上塞纳省和马恩河谷省，西接厄尔-卢瓦省和伊夫林省，南至卢瓦雷省，东临塞纳-马恩省。
与欧通拉普莱讷接壤的市镇（或旧市镇、城区）包括：科尔布勒斯、博斯地区加朗西耶尔、沙蒂尼翁维尔、普莱西圣伯努瓦、里沙维尔、圣埃斯科比耶。

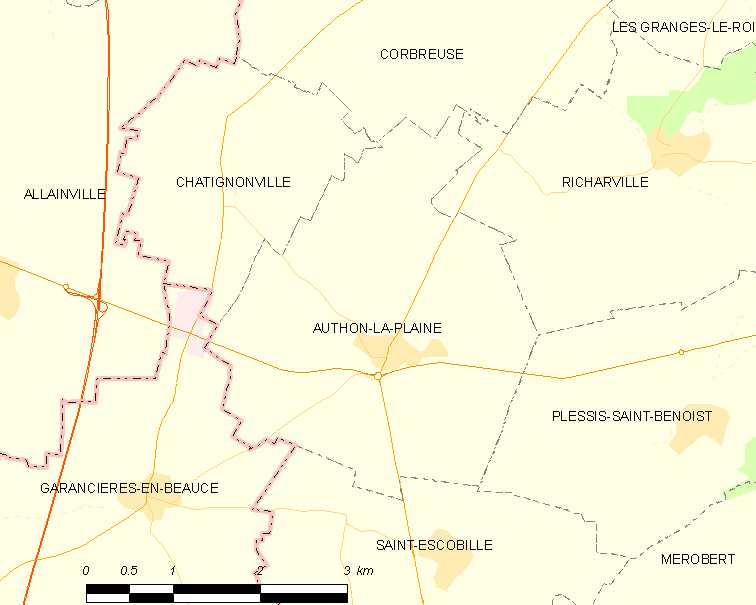
欧通拉普莱讷的OSM定位图

欧通拉普莱讷的时区为UTC+01:00、UTC+02:00（夏令时）。

## 行政
欧通拉普莱讷的邮政编码为91410，INSEE市镇编码为91035。

## 政治
欧通拉普莱讷所属的省级选区为埃唐普县。

## 人口

1962-2008年间欧通拉普莱讷人口变化图示

欧通拉普莱讷于2022年1月1日时的人口数量为371人。